# Andrei Voicu
Andrei Voicu, né le 13 juin 1993 à Timișoara, est un coureur cycliste roumain.

## Palmarès
- 2009
  -  Champion de Roumanie sur route cadets
- 2013
  - 3e du championnat de Roumanie sur route
- 2014
  - Trophée Stefano Fumagalli
  - 3e de la Coppa San Bernardino
- 2015
  - 3e du Circuito Alzanese
- 2016
  - Giro delle Due Province
  - 2e du Gran Premio Polverini Arredamenti
  - 2e de la Coppa Comune di Livraga
  - 2e du Gran Premio Sannazzaro

## Classements mondiaux
| Année           | 2013 |
| --------------- | ---- |
| UCI Europe Tour | 629e |